# Byzes
Byzes (altgriechisch Βύζης) war ein im frühen 6. Jahrhundert v. Chr. tätiger Bauhandwerker aus Naxos.
Er ist einzig durch eine Erwähnung bei Pausanias bekannt. Dort wird die Stifterinschrift eines Euergos, Sohn des Byzes, zitiert, in der dieser anführt, sein Vater Byzes habe als Erster marmorne Dachziegel gefertigt. Nach Pausanias lebte dieser Byzes in der Zeit des Alyattes von Lydien und des Mederkönigs Astyages.
Auf der Athener Akropolis trägt ein Dachziegel aus naxischem Marmor die Anfangsbuchstaben CY, nach naxischem Alphabet BY, die als Signatur des Byzes interpretiert worden sind. Auch das Marmordach des Umbaus des ältesten Apollon-Tempels auf Delos (der sogenannte Naxier-Oikos) wurde ihm zugeschrieben.